# Actinotus gibbonsii
Actinotus gibbonsii är en flockblommig växtart som beskrevs av Ferdinand von Mueller. Actinotus gibbonsii ingår i släktet Actinotus och familjen flockblommiga växter.

## Underarter
Arten delas in i följande underarter:
- A. g. baeuerlenii
- A. g. gibbonsii